# Polyzygus
Polyzygus es un género monotípico de planta herbácea perteneciente a la familia Apiaceae. Su única especie: Polyzygus tuberosus, es originaria de la India.

## Taxonomía
Polyzygus tuberosus fue descrita por Wilhelm Gerhard Walpers y publicado en Ann. Bot. Syst. (Walpers) 2(4): 715. 1852